# The Control Room
The Control Room je britský dramatický televizní seriál. Režie se ujala režisérka Amy Neil a scénář k seriálu napsal Nick Leather. V hlavních rolích se objevil Iain De Caestecker, Joanna Vanderham.
Seriál měl premiéru 17. července 2022 na stanici BBC One a streamovací službě BBC iPlayer. Seriál obsahuje tři díly, přičemž každý z nich má kolem 55 minut.

## Děj
Seriál sleduje Gabea, obyčejného muže, který pracuje jako operátor telefonního centra tísňového volání pro skotskou záchrannou službu v Glasgow. Jedné noci se však Gabeův svět obrátí vzhůru nohama, když dostane zoufalé volání od ženy, která ho údajně zná.
Gabe se zoufale snaží zjistit, kdo ona vyděšená žena skutečně je, a nakonec učiní neuvěřitelně unáhlené rozhodnutí, které může mít zničující následky.

## Obsazení
- Iain De Caestecker jako Gabriel „Gabe / Gabo“ Maver, operátor telefonního centra tísňového volání
  - Harvey Calderwood jako mladý Gabe
- Joanna Vanderham jako Samanatha „Sam“ Tolmie
  - Farrah Thomas jako mladá Sam
- Taj Atwal jako Leigh, nadřízená Gabea, velitelka centra
- Daniel Portman jako Anthony Hardison, kolega Gabea v centru
- Sharon Rooney jako DI Anna Breck, vyšetřovatelka, která vyšetřuje Gabeův případ
- Stuart Bowman Ian, otec Gabea

Dále Conor McLeod jako Ross, Rona Morison jako Danni, Taqi Nazeer jako Jat, Daniel Cahill jako Robo, Charlene Boyd jako Eilidh, Jatinder Singh Randhawa jako Tah a Garry Sweeney jako Sean.

## Seznam dílů
| Č. v seriálu | Původní název | Režie    | Scénář       | Premiéra          |
| ------------ | ------------- | -------- | ------------ | ----------------- |
| 1            | Episode 1     | Amy Neil | Nick Leather | 17. července 2022 |
| 2            | Episode 2     | Amy Neil | Nick Leather | 18. července 2022 |
| 3            | Episode 3     | Amy Neil | Nick Leather | 19. července 2022 |

## Produkce

### Produkce
Produkce seriálu byla oznámena na začátku roku 2021, kdy byl i zveřejněn název „The Control Room“. Do postu režiséra byla obsazena Amy Neil a jako scenárista byl obsazen Nick Leather. Produkce seriálu se ujala společnost Hartswood Films, v čele s Elainem Cameronem, která produkovala mimo jiné i úspěšný britský seriál Sherlock.

### Obsazení
Do hlavních rolích byl obsazen Iain De Caestecker a Joanna Vanderham. Ve vedlejších rolích by se měli také objevit Sharon Rooney, Daniel Portman, Taj Atwal a Stuart Bowman.

### Natáčení
Natáčení začalo v září 2021 v skotském městě Glasgow, přičemž trvalo do konce téhož roku.